# Посебни орнитолошки резерват Палуд
Посебни орнитолошки резерват Палуд заштићено је подручје јужно од Ровиња на полуострви Истра у Републици Хрватској. Ово мочварно подручје једини је орнитолошки резерват у Истри, који бухвата мочвару, бујну вегетацију и слану воду у којој се окупља 217 врста птица. Резерват има уређене стазе и видиковац са којег се могу посматрати птице. Посебан заштитни знак орнитолошког резервата Палуд је барски петлован (Rallus aquaticus).

## Положај
Орнитолошки резерват Палуд налази се на мочвари, осам километара јужно од Ровиња, на површини од двадесетак хектара у кишном периоду и на око два хектара у сушним периодима, у близини морске обале и плажа Цистерна и Гуштиња.

## Прилаз
До орнитолошког резервата Палуд из Ровиња се може се путним правцем за Пулу. Након четири километра од Ровиња  скреће се ка насељу Кокулетовица у смеру аутокампа Вештар. Након неколико десетина метара пре улаза у аутокамп треба скренути лево на неасфалтирани пут. На раскрсници пре мини кампа Мон Парадајс скреће се лево и путем уз море стиже до увале Цистерна, и након два километра стиже се до резервата.

## Историја
Године 1906., када је у Барбариги, постојала аустроугарска војна база, од мочваре до мора прокопан је канал у дужини од 200 метара, којим се желео повећати салинитет воде у мочвари и тиме онемогућио даљи развој  ларви комараца који су у том историјском периоду масовно пеноснили маларију.
Спајањем мочваре и мора, Палуд је променио карактеристике станишта и добио нове становнике. Населили су га ципли и јегуље, рибе које воле слане воде, а старији становници Ровиња наводе да се се у мочвари могле наћи и друге врсте риба, које суповремено долазиле у потрази за храном.

## Опште информације
Богатство врста и броја птица које бораве у Парку стално или повремено  најзначајнија је одлика ове мочваре. Због влажне микроклиме цело подручје Палуда богато је вегетацијом. Највећи део покривају мочварне биљке: шаш, трстика и рогоз, а око мочваре су густе шуме с лепим примерцима храста медунца и црнике, а на северном делу и праве прашуме са огромним врбама које се ломе и труну у мочварној води стварајући храну за животиње које ту бораве.
Због екстремних прилика живота, у мочвари Палуд развила се карактеристична водена фауна с малим бројем врста и великим бројем јединки. Богата је планктонима, а корњаче, јегуље и гамбузије одржавају се током целе године. У густишу мочварних биљака гнезде се бројне мочварне птице, а неке се врсте задржавају на овом подручју на краће време током миграције птица.
Температура воде је више-мање у равнотежи с атмосфером, најнижа је у јануару (4,8 °C), а највиша у јулу када је достизала и до 32 °C.
За мочвару је карактеристично слабо засићење кисеоником, нарочито преко лета.
Ниво воде  Палуда зависи од нивоа мора, а дно Палуда се никада не исушује због одговарајућег и сталног прилива морске воде у време високог водостаја, подземним пукотинама чији се отвори налазе са јужне стране мочваре.

## Туризам
Ово специфично мочварно подручје целе године у себи скрива 219 до данас евидентираних врста птица. Разноликост и богатство орнитофауне, а посебно птица мочварица у време њиховог гнеждења, зимовања и миграцијских кретања, најважније је атракције резервата због које долазе бројни туристи и љубитељи биодиверзитета и орнитолози.
Дуж означених стаза у парку се налази  опсерваторија (видиковац) који омогућава несметано посматрање птица у њиховом природном окружењу и понашање током храњења, гнежђења, одмора и социјализације. Ту је и инфо центар са малом сталном поставком фотографија птица директно са Палуда.
Посматрање птица подразумева посматрање и проучавање птица голим оком и/или уз помоћ двогледа,  у новије време, фотографске и кино опреме  са јаким сочивима. Пролећна сеоба птица траје од краја фебруара до краја априла. Мај до средине јула је сезона гнежђења;  па је у том периоду праћена миграције младих мочварних птица, најатрактивнијим период  за посматрање птица. Јесења сеоба траје од септембра до краја децембра, док се у јануару у резерватном подручју птице могу посматрати зими.
Уз мало среће (или уз стручно вођење које организује упрва резервата), могу се видети дивље патке, лиске, гњурци,петлови, грмуше, вуге, детлиће, трептаљке, свраке и разне друге врсте птица.
Посета посебном орнитолошком резервату Палуд – могућ је током целе године, а улаз је слободан. Посматрање птица  уз стручно вожење, организује са за групе од највише осам особа у трајању од два сата по договару са водичима парка уз претходну најаву.